# War Eternal
| Оценки критиков | Оценки критиков |
| Источник        | Оценка          |
| --------------- | --------------- |
| Blabbermouth    | [ 2 ]           |
| Metal Hammer    | [ 3 ]           |
| Terrorizer      | [ 4 ]           |

War Eternal — девятый студийный альбом шведской метал-группы Arch Enemy, который вышел 9 июня 2014 года на лейбле Century Media Records. Это первый альбом с участием новой вокалистки Алиссы Уайт-Глаз, которая заменила Ангелу Госсов в 2014 году, и единственный альбом с участием нового гитариста Ника Кордла, который заменил Кристофера Эмота в 2012 году.

## Список композиций
| №                   | Название                                           | Автор(ы)                            | Длительность |
| ------------------- | -------------------------------------------------- | ----------------------------------- | ------------ |
| 1.                  | «Tempore Nihil Sanat (Prelude in F minor)» (intro) | Майкл Эмотт                         | 1:12         |
| 2.                  | «Never Forgive, Never Forget»                      | Эмотт, Ник Кордл                    | 3:44         |
| 3.                  | «War Eternal»                                      | Эмотт, Кордл                        | 4:16         |
| 4.                  | «As the Pages Burn»                                | Эмотт, Алисса Уайт-Глаз             | 4:01         |
| 5.                  | «No More Regrets»                                  | Эмотт, Кордл, Уайт-Глаз             | 4:06         |
| 6.                  | «You Will Know My Name»                            | Эмотт, Кордл                        | 4:37         |
| 7.                  | «Graveyard of Dreams» (instrumental)               | Эмотт, Даниэль Эрландссон           | 1:10         |
| 8.                  | «Stolen Life»                                      | Эмотт                               | 2:59         |
| 9.                  | «Time Is Black»                                    | Эмотт, Уайт-Глаз, Эрландссон        | 5:24         |
| 10.                 | «On and On»                                        | Эмотт, Кордл, Уайт-Глаз             | 4:05         |
| 11.                 | «Avalanche»                                        | Эмотт, Кордл, Уайт-Глаз, Эрландссон | 4:39         |
| 12.                 | «Down to Nothing»                                  | Эмотт, Кордл                        | 3:48         |
| 13.                 | «Not Long for This World» (instrumental)           | Эмотт                               | 3:29         |
| Общая длительность: | Общая длительность:                                | Общая длительность:                 | 47:30        |

| №                   | Название                                   | Автор(ы)            | Длительность |
| ------------------- | ------------------------------------------ | ------------------- | ------------ |
| 14.                 | «Shadow on the Wall» (Mike Oldfield cover) | Mike Oldfield       | 3:03         |
| Общая длительность: | Общая длительность:                        | Общая длительность: | 53:35        |

| №                   | Название                                | Автор(ы)                                   | Длительность |
| ------------------- | --------------------------------------- | ------------------------------------------ | ------------ |
| 14.                 | «Breaking the Law» (Judas Priest cover) | Гленн Типтон, Кей Кей Даунинг, Роб Хэлфорд | 2:20         |
| Общая длительность: | Общая длительность:                     | Общая длительность:                        | 52:52        |

| №                   | Название                                  | Длительность |
| ------------------- | ----------------------------------------- | ------------ |
| 1.                  | «Never Forgive, Never Forget» (Demo 2013) | 3:44         |
| 2.                  | «No More Regrets» (Demo 2013)             | 4:00         |
| 3.                  | «You Will Know My Name» (Demo 2013)       | 4:15         |
| 4.                  | «On and On» (Demo 2013)                   | 4:02         |
| 5.                  | «As the Pages Burn» (Demo 2013)           | 3:50         |
| Общая длительность: | Общая длительность:                       | 19:51        |

| №                   | Название                                     | Длительность |
| ------------------- | -------------------------------------------- | ------------ |
| 1.                  | «Never Forgive, Never Forget» (instrumental) | 3:47         |
| 2.                  | «War Eternal» (instrumental)                 | 4:18         |
| 3.                  | «As the Pages Burn» (instrumental)           | 4:02         |
| 4.                  | «No More Regrets» (instrumental)             | 4:07         |
| 5.                  | «You Will Know My Name» (instrumental)       | 4:39         |
| 6.                  | «Stolen Life» (instrumental)                 | 3:00         |
| 7.                  | «Time Is Black» (instrumental)               | 5:26         |
| 8.                  | «On and On» (instrumental)                   | 4:07         |
| 9.                  | «Avalanche» (instrumental)                   | 4:40         |
| 10.                 | «Down to Nothing» (instrumental)             | 3:51         |
| Общая длительность: | Общая длительность:                          | 41:57        |

Майкл Эмотт: «Когда в 1995 году я сформировал Arch Enemy, была у меня амбиция, создать самую мелодичную из тяжёлых групп на этом свете. При этом хотелось взять элементы экстремального дэт металла, саму тяжесть этого музыкального стиля, и соединить мелодичный дэт со скоростным трэшем, плюс не забыть о влияниях традиционного металла и тяжёлого рока. Состыковать все это с гармониями, мелодиями и соло. И в альбоме ‘War Eternal’ однажды задуманное нам удалось воплотить в полной мере».

## Участники записи
- Алисса Уайт-Глаз — вокал
- Майкл Эмотт — ритм/соло-гитара, клавишные
- Ник Кордл — соло-гитара
- Шарли Д’Анджело — бас-гитара
- Даниэль Эрландссон — ударные

Спродюсировано — Michael Amott и Arch Enemy
Микширование и мастеринг — Jens Borgen на студии «Fascination Street», Эрибру, Швеция
Барабаны записаны на студии «Fascination Street» в Варберге, Швеция
Инженер — Johan Ornborg
Гитары и бас записаны на студии «West Coast Songs», Хальмстад, Швеция
Инженерная работа — Nick Cordle и Daniel Erlandsson
Вокалы записаны на студии Sweetspot Satellite, Хальмстад, Швеция
Инженерная работа и дополнительная запись вокалов — Staffan Karlsson
Струнные на «Tempore Nihil Sanat», «Avalanche», «You will know my name» и «Time Is Black» сыграны стокгольмским сессионным струнным оркестром
Аранжировка струнных — Ulf Janson
Дополнительные аранжировки на «Tempore Nihil Sanat» — Henrik Janson
Дирижёры — Ulf и Henrik Janson
Дополнительное оркестровое программирование и клавишные — Ulf Janson
Записано на студии Riksmixningsverket, Стокгольм, Швеция
Инженерная работа — Linn Fijal
Меллотрон — Per Wiberg
Дополнительные клавишные — Daniel Erlandsson и Nick Cordle
Оформление и буклет — Costin Chioreanu
Концепция оформления — Costin Chioreanu и Michael Amott
Алисса об обложке альбома -
«Для меня, по оформлению, это один из любимых альбомов вообще, причём не только тех групп, в которых я пела. Это очень мрачная картинка, прекрасно передающая настроение альбома. Если вы начнёте слушать „War Eternal“ и посмотрите на обложку, можете представить себя в той же комнате, наблюдающим за всем происходящим. Конечно, крысы и свиньи символизируют собой крыс и свиней воображаемого общества. Тех проныр, которые творят свои чёрные дела. Они держат в своих лапах такие орудия как пирамида, череп и огонь. Все это очень символичные элементы со своим глубоким смыслом. Вся эта сценка фактически напоминает сцену религиозной мессы. Логотип Arch Enemy в жутком красном свете на фоне лика смерти, заменяет мерцающий нимб, свечение за фигурой бога. Это означает, что вечная война продолжается. Под войной мы не обязательно подразумеваем международный конфликт, войну между разными народами или войну за нефтяные скважины, к примеру. Это намёк на то, что вся наша с вами жизнь одна сплошная битва. С момента рождения, у человека есть только одна защита — это смерть. Могу сказать одно, те люди, которые всегда будут окружать вас по жизни, у них своя выгода, они попытаются вас изменить и поиметь с вас то, что им нужно. И порою, от таких людей не убежать и ничего с этим не поделать. Об этом собственно поётся в наших песнях. Никогда не изменяйте собственным убеждениям, помните, кто вы. Продолжайте сражаться, потому что наше с вами существование это вечная война, вечная битва. Этот альбом затрагивает все политические темы, уже когда-то раскрытые Arch Enemy в творчестве, только сейчас все это рассказывается на более личном уровне, чтобы быть понятней и роднее для наших поклонников».
Фотографии — Patric Ullaeus
Этот альбом посвящается нашим фанатам
Все аранжировки — Michael Amott и Arch Enemy

## Позиции в чартах
| Чарт (2014)                         | Позиция |
| ----------------------------------- | ------- |
| Австрия (Ö3 Austria)                | 13      |
| Бельгия/Фландрия (Ultratop)         | 39      |
| Бельгия/Валлония (Ultratop)         | 43      |
| Дания (Hitlisten)                   | 38      |
| Нидерланды (Album Top 100)          | 36      |
| Финляндия (Suomen virallinen lista) | 5       |
| Франция (SNEP)                      | 56      |
| Германия (Offizielle Top 100)       | 9       |
| Italian Albums (FIMI)               | 89      |
| Швеция (Sverigetopplistan)          | 40      |
| Швейцария (Schweizer Hitparade)     | 16      |
| US Billboard 200                    | 44      |